# 迪爾菲爾德鎮區 (密蘇里州弗農縣)
迪爾菲爾德鎮區（英語：Deerfield Township）是位於美國密蘇里州弗農縣的一個行政鎮區。

## 地方資料
迪爾菲爾德鎮區的面積為92.45平方千米，當中陸地面積為91.79平方千米，而水域面積為0.66平方千米。根據2020年美國人口普查的數據，當地共有人口765人，而人口密度為每平方千米8.27人。